# Вестмінстер (селище, Вермонт)
Вестмінстер (англ. Westminster) — селище (англ. village) в США, в окрузі Віндем штату Вермонт. Населення — 287 осіб (2020).

## Географія
Вестмінстер розташований за координатами 43°4′43″ пн. ш. 72°27′16″ зх. д. / 43.07861° пн. ш. 72.45444° зх. д. (43.078539, -72.454315).  За даними Бюро перепису населення США в 2010 році селище мало площу 3,49 км², з яких 3,47 км² — суходіл та 0,01 км² — водойми.

## Демографія
Згідно з переписом 2010 року, у селищі мешкала 291 особа в 128 домогосподарствах у складі 87 родин. Густота населення становила 83 особи/км².  Було 134 помешкання (38/км²).
Расовий склад населення:
| - 99,7 % — білих - 0,3 % — азіатів |

До двох чи більше рас належало 0,0 %. Частка іспаномовних становила 1,0 % від усіх жителів.
За віковим діапазоном населення розподілялося таким чином: 15,1 % — особи молодші 18 років, 66,3 % — особи у віці 18—64 років, 18,6 % — особи у віці 65 років та старші. Медіана віку мешканця становила 49,9 року. На 100 осіб жіночої статі у селищі припадало 90,2 чоловіків;  на 100 жінок у віці від 18 років та старших — 90,0 чоловіків також старших 18 років.
Середній дохід на одне домашнє господарство  становив 68 871 долар США (медіана — 51 607), а середній дохід на одну сім'ю — 78 738 доларів (медіана — 72 500). За межею бідності перебувало 2,9 % осіб, у тому числі 0,0 % дітей у віці до 18 років та 0,0 % осіб у віці 65 років та старших.
Цивільне працевлаштоване населення становило 142 особи. Основні галузі зайнятості: освіта, охорона здоров'я та соціальна допомога — 32,4 %, будівництво — 14,8 %, виробництво — 12,0 %.